# 龚稼农

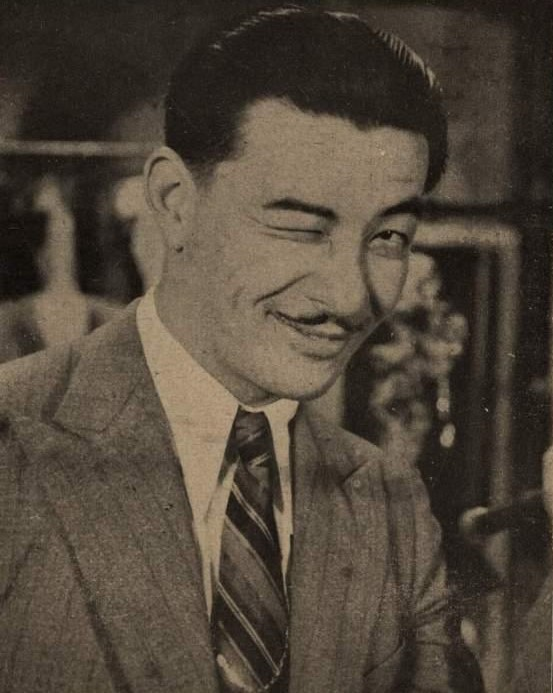
龚稼农剧照

龚稼农（1902年2月23日—1993年10月27日）是中國南京出生的電影演員。他是中國从影最早的著名职业电影演员之一，在中国电影初步崛起的无声片时代和由无声片向有声片的过渡中，做出了重要贡献。亦是臺灣电影史上拍片最多、资格最老的著名老明星。于1981年在获最有成就演员奖，1993年获第三十届金马奖纪念奖。

## 生平
龚稼农南京钟英中学毕业后，考入国立东南大学体育系。毕业后任职江苏省立南京通俗教育馆。1925年至上海，投身电影业；先在明星影片公司，在60余部影片中出任主要或重要角色，成为明星影片公司台柱演员；此后转往“国华”、“金星”等影片公司。1949年到台湾，繼續從事電影工作，1993年10月17日在台湾逝世，享年93岁。著有《龚稼农从影回忆录》(1—3册)。

## 部分影片
- 《玉洁冰清》
- 《挂名的夫妻》
- 《血泪黄花》
- 《浪漫女子》
- 《火烧红莲寺》
- 《歌女红牡丹》
- 《啼笑姻缘》
- 《狂流》
- 《女性的呐喊》
- 《春蚕》
- 《到西北去》
- 《劫后桃花》
- 《压岁钱》
- 《花溅泪》
- 《黑夜孤魂》
- 《吴风》
- 《兰屿之歌》
- 《意难忘》
- 《塔里的女人》
- 《缇萦》